# Estado de bandeira

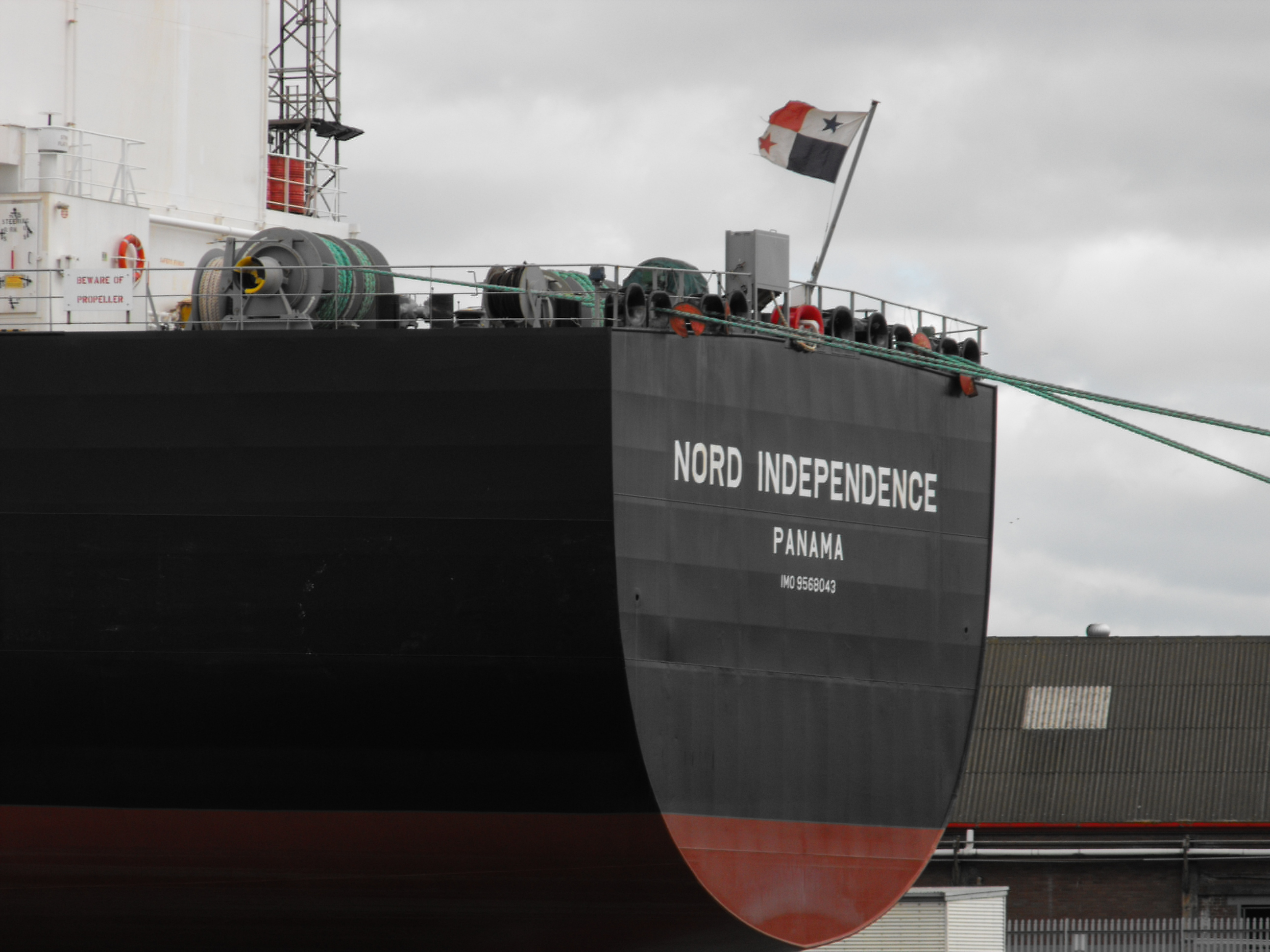
Navio de carga Nord Independence arvorando à popa a bandeira do Panamá, o maior estado de bandeira do mundo.

O estado de bandeira constitui o estado ao qual um navio ou outra embarcação mercante se encontra afiliada e sob cuja jurisdição legal se encontra registada e operando. A afiliação ao respetivo estado de bandeira define a nacionalidade da embarcação e a bandeira que deve arvorar à popa.
Qualquer embarcação mercante é obrigada a estar registada e só pode estar registada num único estado de bandeira. Pode contudo mudar o seu registo para outro estado de bandeira. As autoridades do estado de bandeira podem e têm a obrigação de fazer cumprir as leis e regulamentos por parte das embarcações registada sob a sua bandeira, incluindo as relativas a inspeções, certificações, segurança e prevenção da poluição. O direito marítimo define que, uma vez que uma embarcação opera sob as leis do respetivo estado de bandeira, são estas que se aplicam caso a mesma se veja envolvida num processo judicial. Em regra, o estado de bandeira a que o navio está afiliado também determina a jurisdição fiscal a que o mesmo está sujeito.
Desde a declaração de 1921, reconhecendo o direito a bandeira aos estados não costeiros, passou a ser reconhecido o direito a todos os estados - incluindo os países sem acesso direto ao mar - a poderem registar navios e a serem estados de bandeira dos mesmos.
O termo "bandeira de conveniência" refere-se à prática comercial de registar um navio mercante num estado de bandeira distinto do estado do proprietário do navio, arvorando a respetiva bandeira mercante. Os navios são normalmente registados sob uma bandeira de conveniência como forma de redução dos custos de operação. Também o são para evitar a necessidade de cumprir a regulamentação e o respetivo controle por parte do estado de origem do proprietário, normalmente mais exigente que os estados de certas bandeiras de conveniência.
Alguns estados de bandeira têm demonstrado incapacidade em cumprir com a sua responsabilidade de controle e certificação dos navios registados sob a sua bandeira, especialmente os estados de bandeira de conveniência que delegaram essa responsabilidade em sociedades classificadoras. Por essa razão, desde 1982, um número de estados estabeleceram o controle pelo estado do porto que é realizado a navios sob registo estrangeiro que entram dentro da sua jurisdição e que abrange o controle do cumprimento pelos mesmos das normas internacionais de segurança, de prevenção da poluição e de condições de vida e de trabalho a bordo.
O Panamá é o maior estado de bandeira do mundo, sendo responsável pelo registo de um quarto da tonelagem mundial de navios oceânicos.

## Registo de navios
Os navios têm obrigatoriamente que estar registados no registo de propriedade do estado de bandeira sob cuja jurisdição opera. Os registos de navios de alguns estados estão abertos a embarcações cujos proprietários sejam estrangeiros.
Em geral, consideram-se os seguintes tipos:
- Registos convencionais: apenas permitem o registo de navios cujos proprietários sejam nacionais do respetivo estado de bandeira;
- Segundos registos: existem em estados que já têm um registo convencional, também permitindo apenas o registo de navios cujos proprietários sejam nacionais, mas oferecendo condições mais vantajosas competitivas com as dos registos internacionais;
- Segundos registos internacionais: semelhantes aos segundos registos, mas permitindo o registo de navios cujos proprietários sejam estrangeiros;
- Registos convencionais internacionais: constituindo os únicos registos dos respetivos estados de bandeira, permitindo tanto o registo de navios cujos proprietários sejam nacionais como estrangeiros.[2]

Os segundos registos, segundos registos internacionais e registos convencionais internacionais são frequentemente referidos como "bandeiras de conveniência".
Em geral, cada estado de bandeira tem apenas um registo, mas existem várias exceções, incluindo:
- a Dinamarca, a França, a Noruega e Portugal mantêm, além de um registo convencional, um segundo registo internacional que se destina a competir com os registos de bandeira de conveniência;
- o Reino dos Países Baixos permite que cada um dos países que o constituem mantenha o seu próprio registo. Todos os navios registados em qualquer deles arvoram a bandeira neerlandesa;
- Vários dos territórios ultramarinos e dependências da Coroa Britânica dispõem de um grau de autonomia interna que lhes permite manter o seu próprio registo. Os navios neles registados arvoram a respetiva bandeira mercante ou, em alguns casos, a bandeira mercante britânica;
- Hong-Kong e Macau, que constituem regiões administrativas especiais da China, dispõem dos seus próprios registos de navios.

## Ligação entre o navio e o respetivo estado de bandeira
A ligação de um navio ao seu estado de bandeira enquadra-se em três domínios:
- Social: diz respeito às condições de trabalho  e bem estar da tripulação;
- Administrativo: diz respeito às condições de registo do navio;
- Técnico: diz respeito às condições de navegabilidade do navio.

Compete ao estado de bandeira estabelecer as regras a cumprir pelos seus navios nos domínios acima indicados. Compete-lhe também controlar o cumprimento das referidas regras por parte do navio, através de inspeções regulares.

## Inspeções
O estado de bandeira deve realizar o controle dos navios que arvoram a sua bandeira, nomeadamente através de inspeções aos mesmos. Deverá ser realizada uma inspeção antes da aceitação do registo do navio. Depois do registo, deverão ser feitas inspeções anuais.
As inspeções aos navios são abrangentes e incluem a verificação dos documentos e procedimentos, um exame geral à estrutura do navio, das suas máquinas e restantes equipamentos, bem ensaios operacionais de emergência e extinção de incêndios.